# 山形県道49号山形山辺線
山形県道49号山形山辺線（やまがたけんどう49ごう やまがたやまのべせん）は、山形県山形市から東村山郡山辺町に至る県道（主要地方道）である。

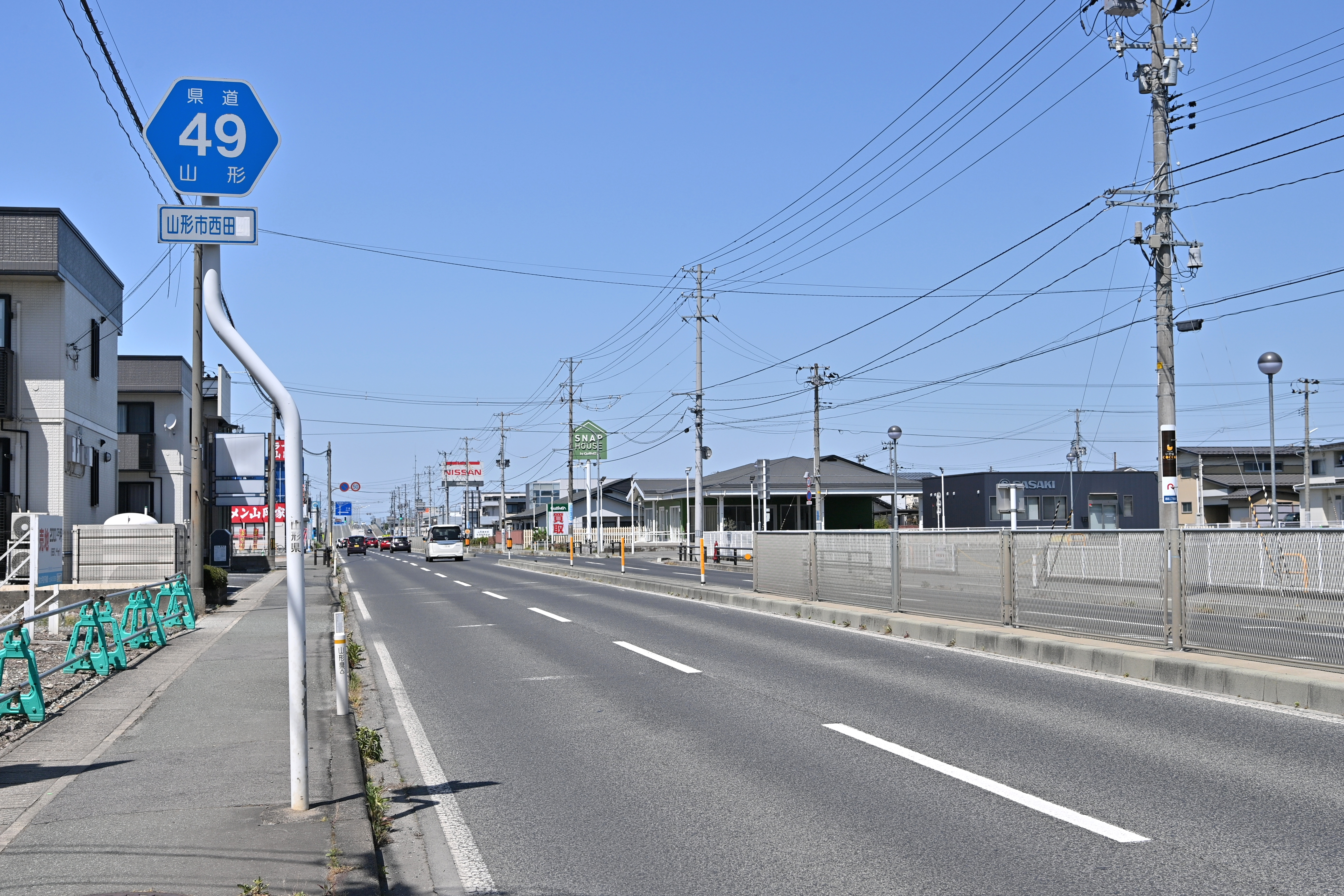
山形県道49号山形山辺線
山形市西田（2024年5月）

## 概要
山形市中心市街地を起点に西へ向かい、山形市街地を東西に横断して山辺町畑谷の山形県道17号山形白鷹線に接続する総延長24.2 kmの路線である。起点付近で国道112号と接続するほか、山辺町では国道458号とは、交差重複する区間がある。

### 路線データ
- 総延長：24.2 km[1]
- 起点：山形県山形市旅篭町（山形県道19号山形山寺線交点）
- 終点：山形県東村山郡山辺町畑谷（山形県道17号山形白鷹線交点）

## 歴史
- 1993年（平成5年）5月11日 : 建設省から、県道山形山辺線と県道細谷山辺線が山形山辺線として主要地方道に指定される[2]。
- 2015年（平成27年）3月27日 : 山形市内表地内（吉野宿工区）のバイパスの一部（0.2 km）を暫定2車線にて供用開始[3]。
- 2020年（令和2年）6月30日 : 山形市内表から同市鮨洗地内（吉野宿工区）のバイパス（1.8 km）を暫定2車線にて供用開始[4]。

## 路線状況
山形市内表 - 鮨洗間は、幅員が狭小で線形も悪く、特に冬季期間は堆雪帯も無いため交通の支障となっていることから、2007年（平成19年）度より計画4車線 / 暫定2車線のバイパス道路の整備が進められており、同市内表の国道112号から延長240 m区間が2014年（平成26年）度に一部供用され、2020年（令和2年）6月30日に全線が供用された。延長上で接続する山形県道174号大野目内表線と合わせて、山形市内を東西に横断する一本道の街路となっている。

### 道路施設
- 鮨洗大橋（須川、山形市鮨洗 - 山辺町山辺）

### 重複区間
- 国道112号（山形市相生町 - 山形市城北町）
- 国道112号（山形市江俣 - 山形市陣場間）
- 国道458号（東村山郡山辺町山辺 地内）

## 地理

### 通過する自治体
- 山形市
- 東村山郡山辺町

### 交差する道路
- 山形県道19号山形山寺線（山形市旅篭町、起点）
- 国道112号（山形市相生町）
- 山形県道173号北山形停車場城北線（山形市城北町）
- 国道112号（山形市城北町）
- 山形県道18号山形朝日線、山形県道51号山形上山線（山形市城西町/西田）
- 国道112号（山形市江南・山形市江俣交差点 - 山形市陣場/瀬波・山形市陣場交差点）
- 山形県道174号大野目内表線、国道112号（山形市内表）
- 国道458号（東村山郡山辺町山辺）
- 山形県道18号山形朝日線（東村山郡山辺町山辺）
- 国道458号（東村山郡山辺町清水）
- 山形県道271号下原山形停車場線（東村山郡山辺町要害）
- 山形県道17号山形白鷹線（東村山郡山辺町畑谷、終点）

### 沿線にある施設など
- 山形市立金井小学校（山形市陣場）
- 山形市立金井中学校（山形市陣場）
- JR左沢線（フルーツライン左沢線）
  - 羽前山辺駅
  - 東金井駅
- 玉虫沼